# Томич (поезд)
«Томич» — скорый фирменный поезд № 37/38 сообщением Томск — Москва. Курсировавший с 1967 по 2021 гг. через день, отправляясь из Томска и Москвы по чётным дням. Время в пути из Томска в Москву — 54 часа 56 минут, в обратном направлении — 54 часа 11 минут. Маршрут пролегал через Тайгу, Юргу, Новосибирск, Омск, Тюмень, Екатеринбург, Пермь, Киров, Нижний Новгород, Владимир. Расстояние между конечными пунктами – 3619 км. Статус фирменного присвоен поезду с 1967 года.
Поезд формировался в вагонном участке станции Томск-II (ЛВЧ-20) Западно-Сибирской железной дороги.
На участке Москва-Пассажирская-Ярославская — Новосибирск-Главный в составе поезда следовали вагоны фирменного поезда 029Н/030Н «Кузбасс» Москва — Новосибирск — Кемерово.

## Раскраска

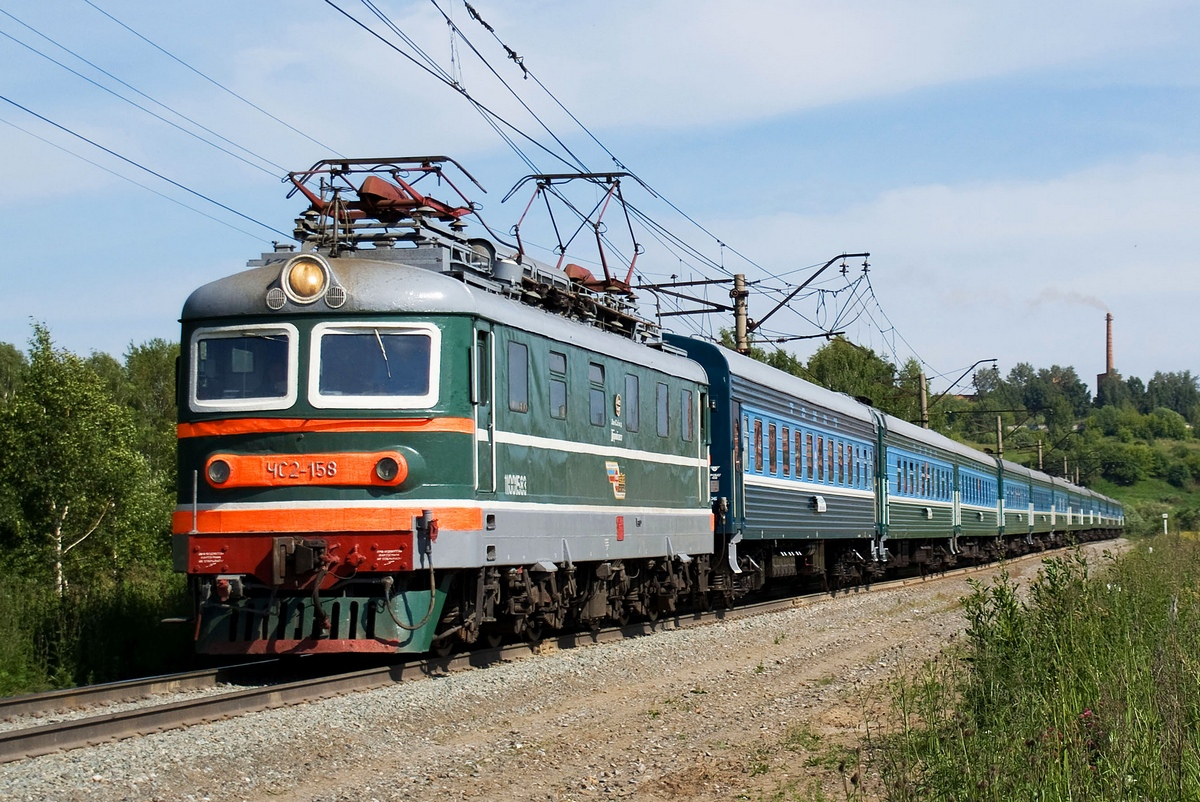
Фирменный поезд «Томич», 2009 год

Вагоны поезда окрашивались в соответствии с фирменным стилем ОАО «РЖД». До ведения единого брендбука состав имел тёмно-зелёный окрас с широкой голубой полосой по высоте окон и жёлтой узкой полосой под окнами. Окрас символизировал вечнозелёную сибирскую тайгу и высокое голубое небо. В советское время вагоны поезда окрашивали в коричневый цвет с широкой жёлтой полосой по высоте окон (фото).

## История
В 1990-е годы поезд был переведён с Казанского хода Транссиба (Екатеринбург — Агрыз — Казань — Арзамас) на Основной (Екатеринбург — Пермь — Киров — Нижний Новгород), однако продолжал прибывать на Казанский вокзал Москвы.
В 2001 году поезд был переведён с Казанского вокзала Москвы на Ярославский по месту прибытия большинства поездов из Сибири и Дальнего Востока.
В октябре 2005 года поезд впервые был отменён в целях оптимизации затрат РЖД. Вагоны поезда прицеплялись к поезду «Кузбасс» Кемерово — Москва. Однако уже в феврале 2006 года нормальное движение поезда было возобновлено.
В зимнем графике с 2010 года был заложен Томск — Новосибирск с объединением с Кузбассом по Новосибирску-Главному, но в новогодние праздники закладывался самостоятельный Томич (без объединения с Кузбассом).
С 16 апреля по 24 июля 2020 года поезд был отменен в условиях пандемии коронавируса.
Со 2 марта 2021 года взамен скорого фирменного поезда № 37/38 "Томич" назначена группа беспересадочных вагонов № 637/638 сообщением Томск — Москва. Группа вагонов следует в составе поезда № 61/62 Москва — Владивосток от станции Москва-Ярославская до станции Новосибирск-Главный.

## Подвижной состав
Состав формировался из:
- Купейных вагонов (36 мест);
- Плацкартных вагонов (54 места);
- СВ (18 мест);
- Вагона-ресторана;
- Штабного вагона.

В штабном вагоне оборудовано специализированное купе для пассажиров с ограниченными возможностями. Все вагоны оборудованы розетками, кондиционерами и биотуалетами.

Коридор плацкартного вагона в скором фирменном поезде «Томич» сообщением Томск - Москва
Плацкартный вагон в скором фирменном поезде «Томич» сообщением Томск - Москва
Купе в скором фирменном поезде «Томич» сообщением Томск - Москва
Двухместное купе (СВ) в скором фирменном поезде «Томич» сообщением Томск - Москва

## Услуги
В стоимость проезда в некоторых вагонах поезда входило питание, санитарно-гигиенический набор и пресса. В штабном вагоне имелся душ и купе для перевозки багажа. Пассажиры имели возможность оплачивать товары и услуги, приобретенные на борту поезда банковскими картами. Также существовала возможность перевозки домашних животных без сопровождения владельца.

## В культуре
Перу томского писателя-фантаста В. Д. Колупаева принадлежит повесть "Фирменный поезд «Фомич», действие которой происходит в фантастическом аналоге «Томича».